# Tour Incity
O Tour Incity é um arranha-céu de escritórios em Lyon. 
A Tour Incity chega a 200 metros de altura. A torre é, em 2016, o arranha-céu mais alto de Lyon, em frente à Tour Part-Dieu e à Tour Oxygène, e o terceiro arranha-céu mais alto da França atrás da Tour First (La Défense) e do Tour Montparnasse (Paris).